# Thalassoalaimus pirum
Thalassoalaimus pirum är en rundmaskart som beskrevs av Lorenzen 1969. Thalassoalaimus pirum ingår i släktet Thalassoalaimus och familjen Oxystominidae. Inga underarter finns listade i Catalogue of Life.